# Vicente Oms y Canet
Vicente Oms y Canet (Cataluña, 1853-Madrid, 1885) fue un escultor y dibujante español.

## Biografía

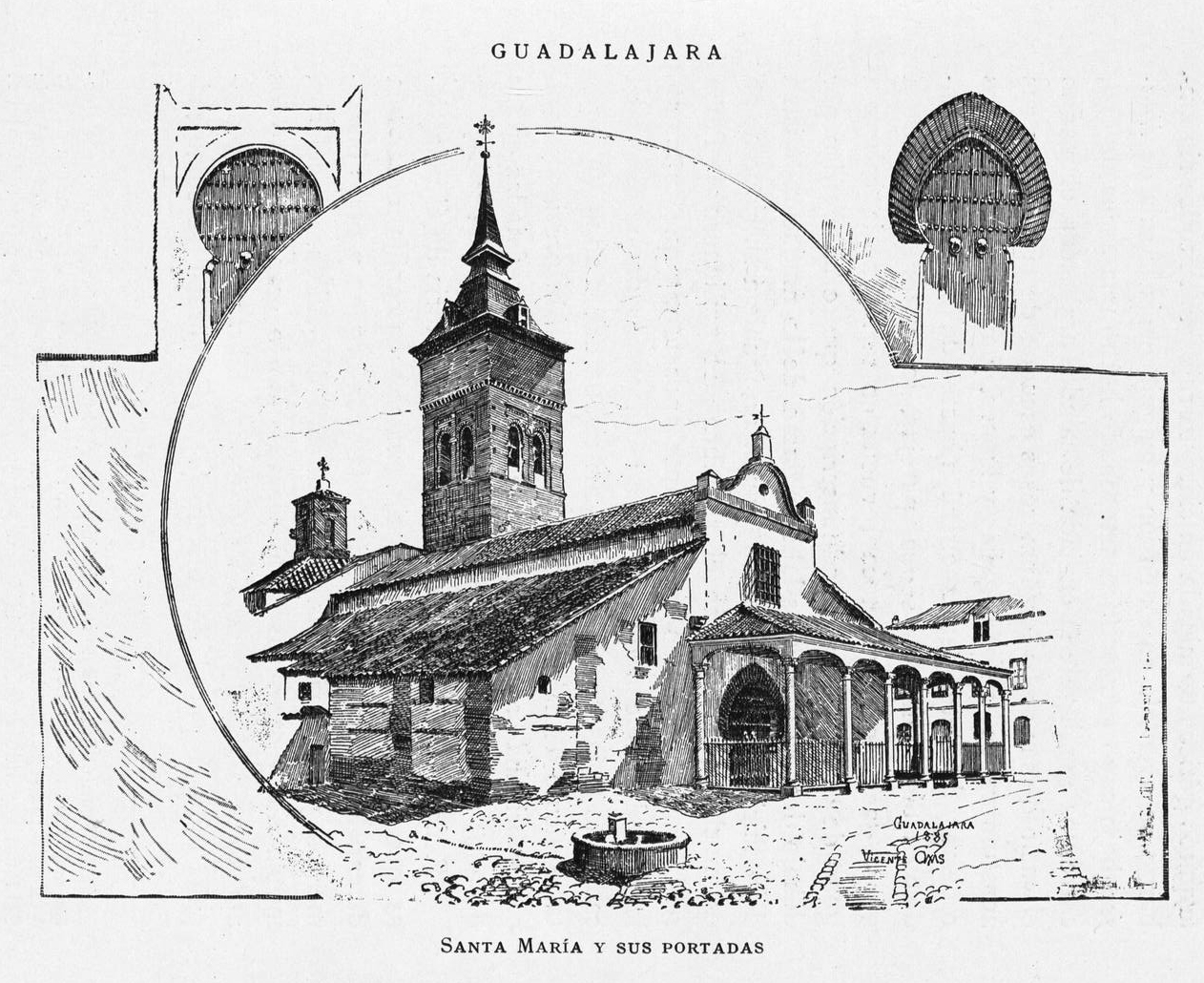
Concatedral de Santa María (Guadalajara)

Habría nacido en 1853. Originario de Cataluña, fue un escultor que trabajó sus últimos años en Madrid y que también cultivó el dibujo, colaborando en la obra España: sus monumentos y artes, su naturaleza e historia. Fue hermano menor de Manuel Oms. Falleció en septiembre de 1885 en Madrid. Oms, que estaba casado, fue padre de un hijo con hidrocefalia.